# Peter Mundy
Pour les articles homonymes, voir Mundy (homonymie).
Peter Mundy (Penryn 1600 - 1667) est un voyageur britannique.

## Biographie
Mundy naît à Penryn, aux Cornouailles. Il accompagne son père à Rouen en 1609, et est envoyé en Gascogne pour apprendre le français. En mai 1611 il devient mousse sur un bateau marchand et s'émancipe peu à peu. Il visite Constantinople, revient en Angleterre puis effectue un voyage en Espagne. Le 6 mars 1628 il quitte Blackwall pour Surate, où il arrive le 30 septembre. Il travaille pour la Compagnie anglaise des Indes orientales et se rend à Āgrā en novembre 1630, et en part le 17 décembre 1631 pour Patna, tout proche du Bengale. Il est témoin de la construction du Taj Mahal et écrit à son propos que « la construction est commencée et se poursuit par un travail et un coût excessifs, l'or et l'argent étant utilisé comme un métal banal ». Il retourne à Āgrā et à Surate, quittant ce dernier en février 1634. Il arrive au large de Douvres le 9 septembre 1634. Cette partie de son voyage est contenue dans le manuscrit Harleian MS. 2286 et dans le Addit. MSS. 19278-80. En 1634, Peter Mundy est le premier à faire une description du Musaeum Tradescantianum, cabinet de curiosités britannique.
Mundy effectue d'autres voyage en Inde, en Chine et au Japon en partant de Douvres le 14 avril 1636. Il semble qu'il travaille dans une flotte de quatre navires et deux pinasses de William Courten. Ses journaux s'arrêtent un peu brusquement, mais un manuscrit de la collection Rawlinson à la Bibliothèque Bodléienne d'Oxford poursuit le récit de sa vie, notamment des voyages au Danemark, en Prusse et en Russie qui s'étalent de 1639 à 1648. Mundy réalise lui-même les dessins pour le volume et trace son itinéraire en rouge sur les cartes de Hondius. En 1663, il déclare terminés ses jours de voyage et s'établit à Falmouth. Ses journaux contiennent son propre calcul de la distance qu'il a parcourue, soit 100,833 et 5/8e de miles (environ 162 276 km).
Ses manuscrits sont perdus pendant 300 ans avant d'être publiés par la Hakluyt Society. Quelques mots sur sa vie sont rapportés par Philip Marsden dans son ouvrage sur l'histoire de Falmouth, The Levelling Sea, publié en 2011.